# Ábrahámhegy
Het dorp Ábrahámhegy ligt in Hongarije aan de noordwestelijke zijde van het Balatonmeer, ten westen van de Badacsonyheuvel. Ábrahámhegy ligt op ongeveer één kilometer ten oosten van Badacsonytomaj.
Ábrahámhegy ontleent zijn naam aan de gelijknamige heuvel waarlangs het dorp ligt. Op deze heuvel zijn sporen van vulkanische activiteit gevonden.
Het dorp ligt aan de spoorlijn Boedapest-Tapolca. Vanaf het station leidt een rood gemarkeerd wandelpad naar het Folly-arboretum met bizar gevormde naaldbomen. Het station is ook voor veel toeristen de toegangspoort tot het Balatonmeer.